# El Sant Crist d'Ainet de Besan
El Sant Crist d'Ainet de Besan és la capella del cementiri del poble d'Ainet de Besan, en el terme municipal d'Alins, a la comarca del Pallars Sobirà.
És la capella del cementiri de la població.